# Anatolij Bibilov
Anatolij Iljič Bibilov (osetsky: Бибылты Ильяйы Анатолий, rusky: Анато́лий Ильи́ч Биби́лов; * 6. února 1970 Cchinvali) je bývalý armádní důstojník ruské a osetské armády a v letech 2017–2022 prezident Jižní Osetie, de facto nezávislé, i když ne všemi státy uznané republiky na Zakavkazsku. Do této funkce nastoupil jako čtvrtý člověk v dějinách, když po volbách v roce 2017 nahradil třetího prezidenta Leonida Tibilova.

## Mládí
Anatolij Bibilov se narodil 6. února 1970 ve městě Cchinvali. To je dnes hlavním městem Jižní Osetie, v té době však spadalo do jihoosetské autonomní oblasti Gruzínské sovětské socialistické republiky, součásti Sovětského Svazu. Pocházel z dělnické rodiny. 

## Vojenská kariéra
Po dokončení osmé základní školy třídy nastoupil na internátní školu s intenzivním vojenským výcvikem a následně pokračoval na vyšší výsadkářskou školu v Tbilisi. Po absolvování byl přidělen do 76. strážné letecké divize, která byla záhy zařazena do oddílu mírových sil v Jižní Osetii. Posléze vstoupil do armády, kde velel až do roku 1998 jednotce speciálních sil. V tom roce totiž armádu opustil a následujících deset let byl opět členem mírových leteckých sil, ovšem tentokrát za Severní Osetii. Aktivně se podílel na rusko-gruzínské válce v roce 2008 a organizoval obranu proti gruzínským ozbrojeným silám.

## Politická kariéra
Ještě roku 2008 byl jmenován ministrem pro mimořádné situace. Už v roce 2011 kandidoval na prezidenta za Stranu jednoty. V prvním kole prezidentských voleb sice postoupil, ale ve druhém ho porazila Alla Džiojeová. Tyto volby však parlament prohlásil  za neplatné. Hned v následujícím roce se proto konaly volby nové, kterých se Bibilov ale neúčastnil a ve kterých nakonec zvítězil Leonid Tibilov.
Bibilov byl v červnu roku 2014 zvolen předsedou parlamentu. Již tehdy byl vedoucím strany Spojené Osetie, která ho v roce 2017 nominovala na kandidáta do nových prezidentských voleb. Bibilov tentokrát zvítězil nejenom v prvním, ale i druhém kole, ve kterém získal 54,8% hlasů a stal se tak čtvrtým prezidentem Jižní Osetie. Do své nové funkce nastoupil 21. dubna.
U jeho inaugurace byli přítomni delegáti nejen z Ruska, ale také z Luhanské lidové republiky, Doněcké lidové republiky a Republiky Arcach (dříve Náhornokarabašská republika). Také byli přítomni všichni předchozí osetští prezidenti.

## Politické názory
Anatolij Bibilov podporuje vstup Jižní Osetie do Ruské federace. V rozhovoru s novináři řekl: „My, Osetinci, jsme ruští vlastenci a vždy jsme toužili, abychom mohli Rus nazývat domovem. Jsem pro připojení k Rusku, a to nejen coby prezident, ale i jako Osetinec.“ Sám se považuje za silného zastánce tohoto politického kroku, říká že „Rusko je místem, kam Jižní Osetie patří,“ a dodává, že ekonomika Osetie je s ruskou beztak silně svázána. Podle něj by lidé s tímto krokem souhlasili a budoucímu sjednocení států „se nelze vyhnout“. Ovšem neučiní prý žádné zásadní rozhodnutí bez konzultace s jihoosetinskou a ruskou vládou. Zároveň by rád znovu spojil Severní Osetii-Alanii s Jižní. I v tomto kroku vidí, jak se snáze připojit k Rusku.
Dekretem prezidenta republiky vydaným 13. května 2022 vyhlásil na 17. července 2022 referendum o připojení Jižní Osetie k Rusku.